# ماهی‌خورک جنگلی
ماهی‌خورک جنگلی (نام علمی: Todirhamphus macleayi) نام یک گونه از سرده تودی‌منقارها است.